# Płaskowyż Elgiński
Płaskowyż Elgiński (ros. Эльгинское плоскогорье) – płaskowyż w azjatyckiej części Rosji, w Jakucji; środkowa część Wyżyny Jano-Ojmiakońskiej.
Leży pomiędzy Płaskowyżem Jańskim (na północnym zachodzie), Górami Czerskiego (na północnym wschodzie), Wyżyną Ojmiakońską (na południowym wschodzie) i górami Suntar-Chajata (na południowym zachodzie). Maksymalna 1590 m n.p.m. (Wierszyna-Tuojdach). W niższych partiach tajga modrzewiowa, w wyższych limba syberyjska i tundra górska. W dolinach modrzewie, na obszarach zalewowych wierzby i topole.